# Конвой № 4102 (листопад 1943)
Конвой 4102 (листопад 1943) — японський конвой часів Другої світової війни, проведення якого відбувалося в листопаді 1943 року.
Вихідним пунктом конвою був атол Трук у центральній частині Каролінських островів, де ще до війни створили потужну базу японського ВМФ, з якої до лютого 1944 року провадились операції в цілому ряді архіпелагів. Пунктом призначення став розташований у Токійській затоці порт Йокосука, що під час війни був обраний як базовий для логістики Труку.
Первісно конвой складався з транспорту «Кінугаса-Мару» під охороною кайбокана (фрегата) «Окі». 2 листопада 1943 року вони вийшли за бази на Труці, а за кілька діб пройшли повз північні Маріанські острови. При цьому 5 листопада з Сайпану вийшли та приєднались до конвою транспорт «Хійосі-Мару» (Hiyoshi Maru) у супроводі есмінця «Ікадзучі» («Хійосі-Мару» вийшов з Труку в жовтні разом з конвоєм № 4022, проте відокремився від нього та зайшов на Сайпан).
Надалі конвой № 4102 успішно подолав райони поблизу островів Оґасавара та біля східного узбережжя Японського архіпелагу, де традиційно діяли американські підводні човни, і 8 листопада без втрат досягнув Йокосуки.